# 업신
업신(業神)은 한국 신화와 무속신앙에 나오는 저장과 부의 여신이다. 그녀는 집을 보호하는 가신들 중 하나이지만 항아리, 종이 등 무생물을 형상화한 것으로 여겨졌던 다른 가신들과 달리 업신은 동물의 모습으로 나타난다는 점에서 특이하다. 한국인들은 쥐와 쥐를 잡아먹는 뱀과 족제비를 신성하게 여겼기 때문이다.

## 어원
한국사를 통틀어 학자들이 한자를 사용했기 때문에 업신은 '業神'으로 표현되며, 이는 '직업의 여신'을 의미한다. 따라서 업신이라는 이름은 재물의 여신에 어울리는 '業神'에서 유래했을 가능성이 있다.
그러나 '業神'은 업신의 한자어일 뿐이라는 설도 있다. 이 설을 주장하는 학자들은 민족적, 문화적으로 한국과 유사한 몽골 종교, 일본 신토, 류큐 신토의 종교를 본다.
1. 몽골에는 오보가 있다. 일부 학자들은 '업'과 '오부'의 언어적 유사성을 본다.
2. 일본에는 우부스나라는 마을의 신이 있다. 다른 학자들은 '업'을 '우부수나'와 비교한다.
3. 류큐 제도에는 이비라는 촌락신이 있다. 그는 업신과 비교된다.[2]

## 숭배
업신은 일반적으로 쥐뱀, 드물게 족제비, 두꺼비를 형상화한 것으로 여겨진다. 드물게 업신은 소, 돼지, 닭, 개로 여겨졌다. 인업이나 업신이 사람의 모습을 한 기록도 있다.
한국인들은 터주신과 함께 업신을 숭배해야 부자가 된다고 믿었다. 그녀는 돈을 보관하는 창고의 여신이기 때문이다. 그래서 한국인들은 쥐뱀이나 족제비가 집에 들어가도 해치거나 쫓아내지 않았다. 쥐뱀, 족제비, 두꺼비 등이 집을 나갔을 때 업신이 집을 버렸다고 믿었다. 업신이 부족하면 도산한다고 믿었기 때문에 한국인들은 동물들이 집을 떠나는 것을 막았다.
일부 지역에서는 업신이 업한가리라는 항아리를 형상화했다고 믿었다. 솥에 밥을 담고(성주신의 성주단지처럼) 짚우산으로 덮었다(터주신의 터줏대가리처럼).
창고가 없는 가난한 집에서 한국인들은 짚바구니 두 개를 엮었다. 바구니는 집안의 홀에 두었으며 업신을 담는다고 믿었다.
명절이나 추수 후에 사람들은 제사를 지내고 업신에게 기도를 드렸다.

## 신앙
업신은 귀가 달린 새까만 쥐뱀으로 여겨졌다. 그녀는 거의 보이지 않지만 쥐뱀, 족제비, 두꺼비, 소, 돼지, 수탉, 개 또는 인간으로 나타날 수 있다. 사람의 꿈에 여신이 나타나면 돈 문제를 겪을 것이다. 업신은 다른 가신과 습합하는 경우가 많다. 업성조(業成造)는 업신과 성주신을 합친 신이고, 업대감은 업신과 터주신(땅의 여신)을 합친 신이다.

## 제주도의 업신
제주 신화에서 재물의 여신은 칠성신이다. 육지에서는 칠성신이 북두칠성의 신이라면, 제주도에서는 칠성신이 창고의 여신이다. 제주도의 칠성신은 육지의 업신과 거의 똑같다.

## 신화
칠성본풀이는 제주도 업신에 해당하는 칠성신에 대한 신화이다.
오래전 중국에 살던 장선령과 송선령은 딸을 낳았다. 그러나 소녀가 혼전 성교로 아이를 낳자 아이는 철제 상자에 담겨 바다에 던져졌다. 바다 위의 긴 여행에서 소녀는 뱀으로 변했다. 그 소녀는 뱀이기도 한 일곱 자녀를 낳았다.
쇠상자는 제주도 해안가에 둥둥 떠다녔지만, 해안마을의 신들은 상자를 마을에서 멀리했다. 쇠상자가 제주도 함덕마을에 이르자 그곳 사람들은 뱀 소녀에게 겁을 먹고 그녀를 버렸다. 그러자 뱀 소녀는 함덕을 저주했고 함덕 사람들은 모두 병들었다. 그들은 마침내 그 소녀가 여신이라는 것을 알았다. 그 결과 사람들은 마을의 수호신인 서물할망 대신에 소녀를 숭배하게 되었다.
서물할망은 뱀 소녀를 쫓아냈고 뱀소녀는 몰래 제주성으로 도망쳤다. 그곳에서 그녀는 송가의 아내를 따라갔다. 뱀 소녀는 노래를 축복했고 그 가족은 지구상에서 가장 부유한 가족이 되었다. 이 소식을 들은 제주도의 나머지 사람들은 뱀 소녀와 그녀의 자식들을 숭배했다. 뱀 소녀와 그녀의 일곱 자녀는 신이 되었다.
뱀소녀와 그녀의 일곱 자녀는 두 저장신인 두 칠성신이 되었다. 첫째 아이는 풍년의 신, 둘째 아이는 사법 제도의 신, 셋째 아이는 감옥의 신, 넷째 아이는 과수원의 신, 다섯 번째 아이는 정부가 운영하는 창고의 신이 되었다., 여섯째 아이는 관직의 신이 되었다.